# 대한민국 민법 제319조
대한민국 민법 제312조는 준용규정에 대한 민법 물권법 전세권 조문이다. 

## 조문
제319조(준용규정) 제213조, 제214조, 제216조 내지 제244조의 규정은 전세권자간 또는 전세권자와 인지소유자 및 지상권자간에 이를 준용한다.

第319條(準用規定) 第213條, 第214條, 第216條 乃至 第244條의 規定은 傳貰權者間 또는 傳貰權者와 隣地所有者 및 地上權者間에 이를 準用한다.

## 해설
제2항과 제4항은 1984.4.10에 신설되었다. 

## 참고 문헌
- 강태성(Kang  Tae-Seong). "민법 제319조에 대한 검토 및 개정안." 법학연구 57.- (2018): 195-227.
- 오현수, 일본민법, 진원사, 2014. ISBN 978-89-6346-345-2
- 오세경, 대법전, 법전출판사 , 2014 ISBN 978-89-262-1027-7
- 이준현 , LOGOS 민법 조문판례집, 미래가치, 2015. ISBN 979-1-155-02086-9